# 安德烈亚·皮萨诺 (水球运动员)
安德烈亚·皮萨诺（義大利語：Andrea Pisano，1961年5月5日—），意大利男子水球运动员。他曾代表意大利国家队参加1984年和1988年夏季奥林匹克运动会水球比赛，两届比赛均获得第七名。